# NGC 5532A
NGC 5532A في الفهرس العام الجديد، هي مجرة، تقع في كوكبة العواء. اكتشفت بواسطة ويليام هيرشل.

## روابط خارجية
- NGC 5532A على موقع ويكي سكاي: DSS2, SDSS, GALEX, IRAS, Hydrogen α, X-Ray, Astrophoto, Sky Map, Articles and images